# Torneo de Candidatas 1992
El Torneo de Candidatas de 1992 fue un torneo de ajedrez de para decidir la retadora para el Campeonato Mundial Femenino de Ajedrez de 1993.

## Participantes
| Título                 | Jugadora                   | Método de Clasificación                 | Notas                                                        |
| Torneo de Candidatas   | Torneo de Candidatas       | Torneo de Candidatas                    | Torneo de Candidatas                                         |
| ---------------------- | -------------------------- | --------------------------------------- | ------------------------------------------------------------ |
| WGM                    | Alisa Marić                | Finalista Torneo de Candidatas 1990     |                                                              |
| GM                     | Maia Chiburdanidze         | Perdedora del Campeonato del Mundo 1991 |                                                              |
| GM                     | Zsuzsa Polgár              | Nominada por la FIDE                    |                                                              |
| Interzonal de Subótica |                            |                                         |                                                              |
| WGM                    | Alisa Galiámova            | 3º - 8º Torneo de Candidatas 1990       |                                                              |
| WGM                    | Nana Ioseliani             | 3º - 8º Torneo de Candidatas 1990       |                                                              |
| GM                     | Nona Gaprindashvili        | 3º - 8º Torneo de Candidatas 1990       |                                                              |
| WGM                    | Ketino Kachiani            | 3º - 8º Torneo de Candidatas 1990       |                                                              |
| WGM                    | Elena Akhmilovskaya        | 3º - 8º Torneo de Candidatas 1990       |                                                              |
| WGM                    | Eliška Klímová             | 3º - 8º Torneo de Candidatas 1990       |                                                              |
| WIM                    | Anne Marie Benschop        | Zonal Europeo 1B                        | [ Notas 1 ]                                                  |
| WGM                    | Tatiana Lemachko           | Zonal Europeo Central                   | [ Notas 1 ]                                                  |
| WIM                    | Constanze Jahn             | Zonal Europeo Central                   |                                                              |
| WIM                    | Johanna Paasikangas        | Zonal Nórdico                           |                                                              |
| WIM                    | Niina Koskela              | Zonal Nórdico                           |                                                              |
| WGM                    | Cristina Foișor            | Zonal Europeo Este                      |                                                              |
| WGM                    | Daniela Nuțu               | Zonal Europeo Este                      |                                                              |
| WGM                    | Zsusa Verõci               | Zonal Europeo Este                      |                                                              |
| WGM                    | Ildikó Mádl                | Zonal Europeo Este                      |                                                              |
| WIM                    | Eva Kondou                 | Zonal Mediterráneo                      | [ Notas 1 ]                                                  |
| WIM                    | Anna-Maria Botsari         | Zonal Mediterráneo                      |                                                              |
| WGM                    | Svetlana Matveeva          | Zonal Soviético                         |                                                              |
| WIM                    | Irina Chelushkina          | Zonal Soviético                         |                                                              |
| WGM                    | Ainur Sofieva              | Zonal Soviético                         |                                                              |
| WGM                    | Yulia Demina               | Zonal Soviético                         |                                                              |
| WGM                    | Marta Litynskaya-Shul      | Zonal Soviético                         |                                                              |
| WGM                    | Irina Levitina             | Zonal EE. UU.                           |                                                              |
| WIM                    | Claudia Amura              | Zonal Sudamericano                      |                                                              |
|                        | Nhung Khương Thị Hồng      | Zonal Sudéste Asiático                  |                                                              |
| WIM                    | Peng Zhaoqin               | Zonal Chino                             |                                                              |
| WIM                    | Wang Pin                   | Zonal Chino                             |                                                              |
| WIM                    | Qin Kanying                | Zonal Chino                             |                                                              |
|                        | Sylvia Chidi               | Zonal Africano                          |                                                              |
| WIM                    | Sheila Jackson             | Reemplazo (Zonal Europa 1A)             |                                                              |
| WIM                    | Beatriz MacArthur          | Reemplazo (Zonal EE. UU.)               |                                                              |
| WGM                    | Tünde Csonkics             | Reemplazo                               |                                                              |
| WGM                    | Margarita Voiska           | Reemplazo                               |                                                              |
| WGM                    | Ketevan Arakhamia          | Reemplazo                               |                                                              |
| WIM                    | Susana Maksimović          | Reemplazo*                              | *Se desconoce si clasificaron mediante el Zonal Mediterráneo |
| WIM                    | Sanja Vuksanović           | Reemplazo*                              | *Se desconoce si clasificaron mediante el Zonal Mediterráneo |
| WIM                    | Vesna Bašagić              | Reemplazo                               |                                                              |
| WIM                    | Gordana Marković-Jovanović | Reemplazo                               |                                                              |
| WIM                    | Mirjana Marić              | Reemplazo                               |                                                              |
| WIM                    | Nataša Bojković            | Reemplazo                               |                                                              |

1. 1 2 3  64_-_Shahmatnoe_obozrenie_(jurnal)/ «мезжональный женский». 64 (888) (Rusia). enero de 1992. p. 8. Consultado el 13 de abril de 2023.

## Interzonal
El Interzonal se disputó en noviembre de 1991 en la ciudad de Subotica. Se disputaron mediante un Sistema suizo de 13 rondas donde las seis primeras clasificarían al torneo de candidatas. En caso de empate, se utilizaría el Sistema Buchholz como sistema de desempate.
| Pos | Jugadora                   | Elo  | Pts | TB   |
| --- | -------------------------- | ---- | --- | ---- |
| 1   | Nona Gaprindashvili        | 2425 | 9   |      |
| 2   | Peng Zhaoqin               | 2335 | 9   |      |
| 3   | Nana Ioseliani             | 2445 | 8½  |      |
| 4   | Irina Levitina             | 2380 | 8½  |      |
| 5   | Wang Pin                   | 2295 | 8   | 97   |
| 6   | Qin Kanying                | 2270 | 8   | 95   |
| 7   | Ketevan Arakhamia          | 2475 | 8   | 92.5 |
| 8   | Alisa Galiámova            | 2435 | 7½  |      |
| 9   | Svetlana Matveeva          | 2355 | 7½  |      |
| 10  | Ketino Kachiani            | 2360 | 7½  |      |
| 11  | Marta Litynskaya-Shul      | 2380 | 7½  |      |
| 12  | Ainur Sofieva              | 2420 | 7½  |      |
| 13  | Cristina Foișor            | 2305 | 7   |      |
| 14  | Ildikó Mádl                | 2370 | 7   |      |
| 15  | Daniela Nuțu               | 2295 | 7   |      |
| 16  | Yulia Demina               | 2405 | 6½  |      |
| 17  | Margarita Voiska           | 2350 | 6½  |      |
| 18  | Zsusa Verõci               | 2350 | 6½  |      |
| 19  | Vesna Bašagić              | 2305 | 6½  |      |
| 20  | Sanja Vuksanović           | 2200 | 6½  |      |
| 21  | Tünde Csonkics             | 2325 | 6½  |      |
| 22  | Irina Chelushkina          | 2335 | 6   |      |
| 23  | Nataša Bojković            | 2310 | 6   |      |
| 24  | Beatriz MacArthur          | 2180 | 6   |      |
| 25  | Anna-Maria Botsari         | 2285 | 6   |      |
| 26  | Gordana Markovic-Jovanović | 2275 | 6   |      |
| 27  | Mirjana Marić              | 2300 | 6   |      |
| 28  | Constanze Jahn             | 2220 | 6   |      |
| 29  | Susana Maksimović          | 2310 | 6   |      |
| 30  | Johanna Paasikangas        | 2205 | 6   |      |
| 31  | Sheila Jackson             | 2225 | 5½  |      |
| 32  | Nhung Khương Thị Hồng      |      | 5   |      |
| 33  | Claudia Amura              | 2385 | 5   |      |
| 34  | Niina Koskela              | 2130 | 3½  |      |
| 35  | Sylvia Chidi               | 2005 | 2½  |      |

## Torneo de Candidatas
El torneo de candidatas se disputó mediante un todos contra todos en la ciudad de Shanghái entre el 31 de octubre y el 24 de noviembre de 1992 y con su final disputada en febrero de 1993. Las dos primeras jugarían una final, donde la vencedora obtendría el derecho de retar a Xie Jun por el título mundial. En la final, Ioseliani y Polgár empataron 6-6, pero Ioseliani se proclamó victoriosa mediante sorteo.
| pos. | Nombre               | Elo  | 1 | 2  | 3  | 4  | 5  | 6  | 7  | 8  | 9  | pts |
| ---- | -------------------- | ---- | - | -- | -- | -- | -- | -- | -- | -- | -- | --- |
| 1.   | Polgár, Zsuzsa       | 2540 | ● | 1½ | 1½ | 1½ | 1  | 1½ | 2  | 1½ | 2  | 12½ |
| 2.   | Ioseliani, Nana      | 2445 | ½ | ●  | 1  | 1½ | 1½ | 2  | 1  | 2  | 0  | 9½  |
| 3.   | Chiburdanidze, Maia  | 2505 | ½ | 1  | ●  | 1½ | ½  | 2  | 1½ | 1  | 1½ | 9½  |
| 4.   | Qin Kanying          | 2315 | ½ | ½  | ½  | ●  | ½  | ½  | 2  | 1½ | 2  | 8   |
| 5.   | Marić, Alisa         | 2390 | 1 | ½  | 1½ | 1½ | ●  | 1  | 0  | 1  | 1½ | 8   |
| 6.   | Levitina, Irina      | 2415 | ½ | 0  | 0  | 1½ | 1  | ●  | 1  | 1½ | 1  | 6½  |
| 7.   | Wang Pin             | 2345 | 0 | 1  | ½  | 0  | 2  | 1  | ●  | 1  | ½  | 6   |
| 8.   | Gaprindashvili, Nona | 2435 | ½ | 0  | 1  | ½  | 1  | ½  | 1  | ●  | 1½ | 6   |
| 9.   | Peng Zhaoqin         | 2370 | 0 | 2  | ½  | 0  | ½  | 1  | 1½ | ½  | ●  | 6   |

### Final
| Nombre          | Elo  | 1 | 2 | 3 | 4 | 5 | 6 | 7 | 8 | D1 | D2 | D3 | D4 | pts |
| --------------- | ---- | - | - | - | - | - | - | - | - | -- | -- | -- | -- | --- |
| Ioseliani, Nana | 2460 | 0 | 0 | ½ | ½ | ½ | 1 | ½ | 1 | 0  | 1  | 0  | 1  | 6   |
| Polgár, Zsuzsa  | 2560 | 1 | 1 | ½ | ½ | ½ | 0 | ½ | 0 | 1  | 0  | 1  | 0  | 6   |